# لیپیک
لیپیک (به کرواتی: Lipik) شهری در شهرستان پوژگا-اسلاونیا کشور کرواسی است که جمعیت آن در سال ۲۰۱۱ میلادی ۶٬۲۴۳ نفر بوده‌است.